# گلیکولونیتریل
گلیکولونیتریل (به انگلیسی: Glycolonitrile) یک ترکیب شیمیایی با شناسه پاب‌کم ۷۸۵۷ است. 